# Commandos parachutistes de l'air
Fusiliers commandos de l'air
Pour les articles homonymes, voir Commando.
 (juillet 2015).
Si vous disposez d'ouvrages ou d'articles de référence ou si vous connaissez des sites web de qualité traitant du thème abordé ici, merci de compléter l'article en donnant les références utiles à sa vérifiabilité et en les liant à la section « Notes et références ».
Les commandos parachutistes de l’air ou commandos de l’air, également appelés cocoyes (acronyme de l’anglais commando company) sont des unités parachutistes de l’Armée de l'air française, chargées de la protection des points sensibles et des bases de cette armée (notamment des armes et matériels qui y sont stockés), ainsi que d’opérations spéciales liées aux missions dévolues à l'Armée de l’air.

## Historique des commandos parachutistes de l'air

### Les groupements d'infanterie de l'air

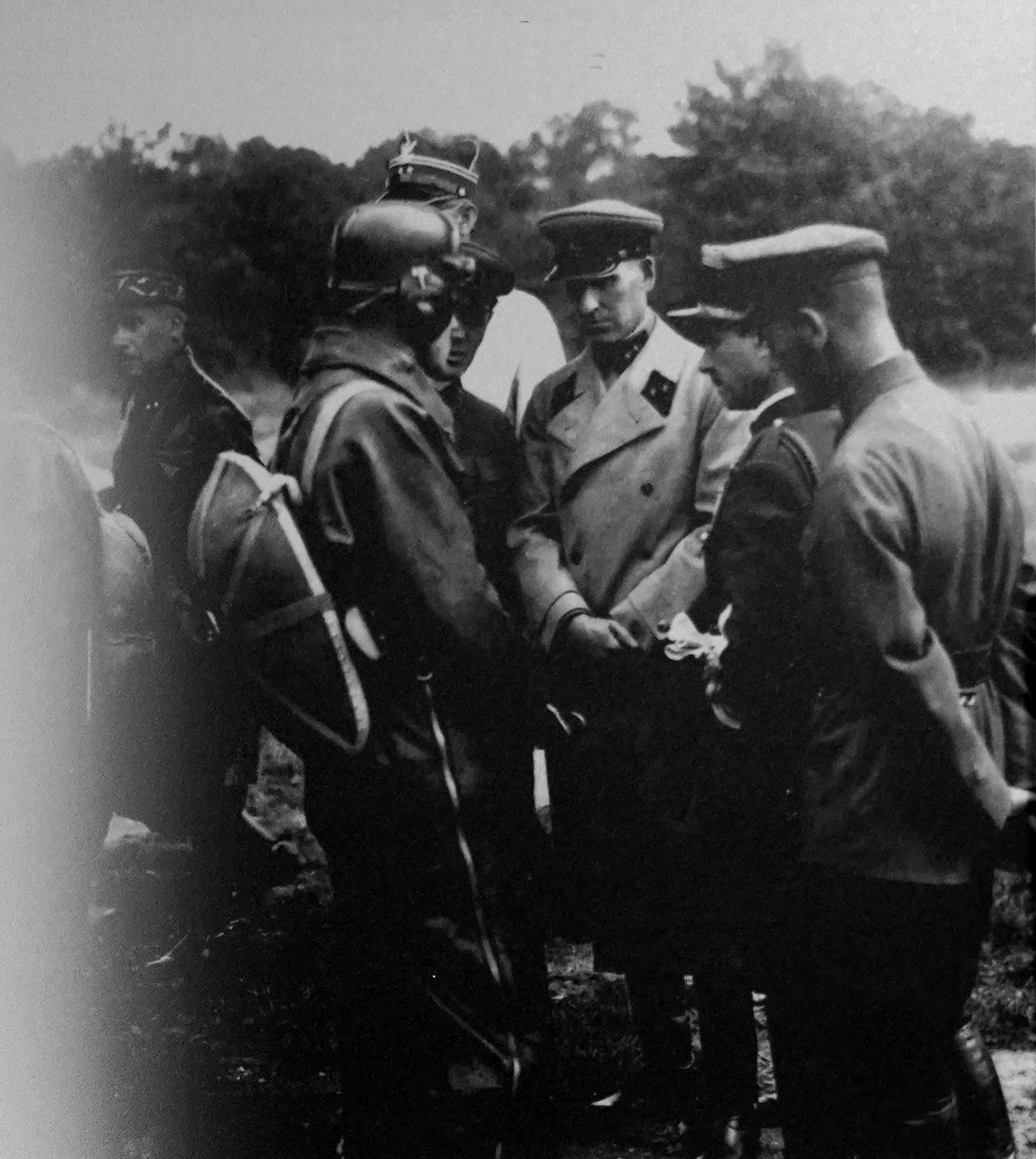
Échanges avec des instructeurs soviétiques.

Le 13 février 1914, à Juvisy, le lieutenant-aviateur Jean Ors saute en parachute d'une hauteur de trois cents mètres depuis un Deperdussin piloté par Lemoine et atterrit sain et sauf. 
En 1935, le Capitaine Frédéric Geille, fantassin lors de la Grande Guerre devenu pilote de chasse en 1920, est envoyé en URSS par la toute jeune Armée de l'air, premier pays doté de troupes aéroportées pour passer le stage parachutiste et moniteur. À son retour en France, il prend le commandement du premier Centre d'Instruction Parachutiste (C.I.P), implanté sur l'aérodrome d'Avignon-Pujaut.

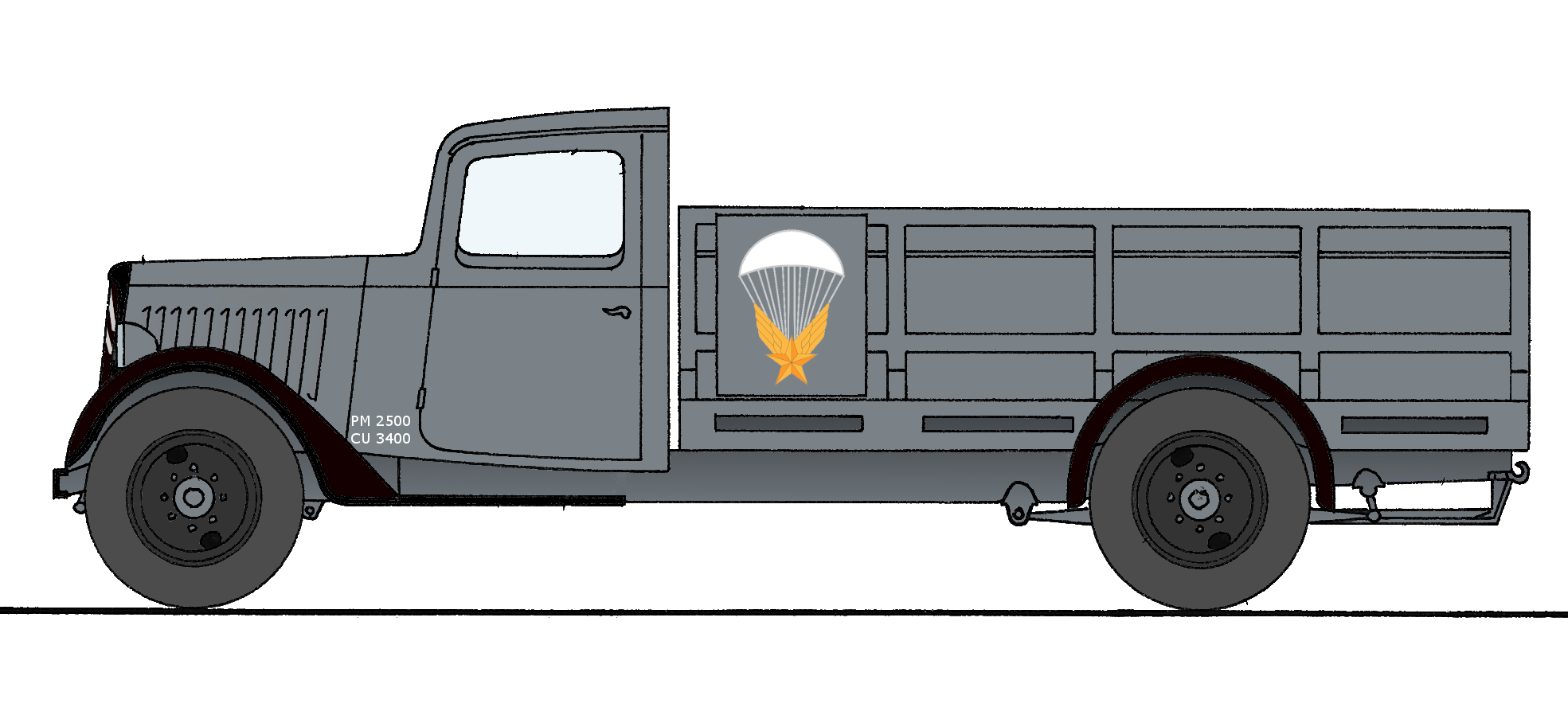
Dessin d'un camion en service au en 1937-1938.

Sous son impulsion sont officiellement créés le 1er avril 1937, les groupements d'infanterie de l'air (« GIA »). Chaque GIA comprend, outre un État-Major, une Escadrille de Transport de Troupe (E.T.T) et une Compagnie d'Infanterie de l'Air (C.I.A).  Unités atypiques, ce sont les premières troupes aéroportées françaises constituées et intègrent leurs appareils et équipages de transports, formule qui ne sera jamais reprise ensuite. Le GIA 601 est alors installé à Reims et le GIA 602 prend Baraki (à 15 km d'Alger) comme garnison.

Le Brevet de parachutiste de l'Infanterie de l'Air est créé le 26 août 1938, devenant par la même le premier brevet parachutiste des armées françaises.

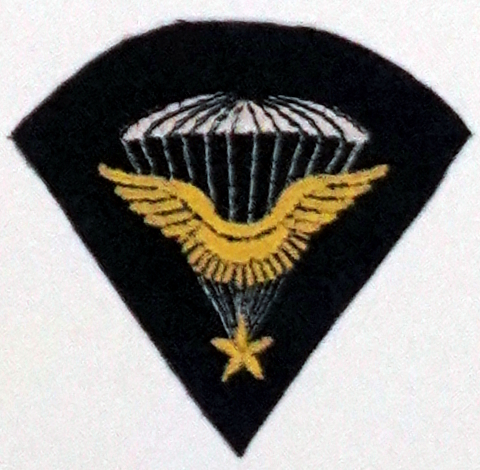
Brevet de parachustiste de l'Infanterie de l'Air - fabrication tardive.

Après un bref épisode où les 2 GIA sont regroupés en Algérie, le GIA 601 est de nouveau basé en France à Pujaut (Gard), en lieu et place du C.I.P dissout le 25 mai 1939, tandis que le GIA 602 est relocalisé à Montélimar (Drôme) en septembre 1939, la guerre venant d'être déclarée avec l'Allemagne. Ils forment une compagnie de marche de l'infanterie de l'air, engagée comme Corps Francs à partir du 14 février 1940.
La compagnie de l'air no 1 est constituée auprès des Forces françaises libres le 29 septembre 1940 par le capitaine Georges Bergé, en Angleterre ; elle change de dénomination en avril 1941, devenant la 1re compagnie de chasseurs parachutistes (CCP). La dénomination de première compagnie de l'air est également dévolue à une autre unité, dans l'armée de Vichy, qui rassemble des hommes provenant des 601e et 602e GIA (groupes d'infanterie de l'air) à Oued-Smar près d'Alger. Elle est commandée par le capitaine Sauvagnac.
En janvier 1942, la 1re CCP du capitaine Georges Bergé est envoyée à Kabrit en Égypte. Les Français libres forment le French Squadron du SAS, commandos de l'air britanniques.
L'aspirant André Zirnheld, auteur de la « prière du parachutiste », vient de cette unité.
Parallèlement, en novembre 1943, deux bataillons spécialisés sont formés : le 3e Bataillon d'Infanterie de l'Air (BIA) sous le commandement du capitaine Pierre Chateau-Jobert, surnommé Conan, et le 4e BIA dirigé par le commandant Pierre-Louis Bourgoin surnommé « le manchot ». Ces deux unités de parachutistes français sont intégrées au sein du SAS, commandée par le général Roddy McLeod (remplaçant de David Stirling, capturé) sous les dénominations respectives de 3rd SAS (3e RCP) et 4th SAS (2e RCP).

### Les fusiliers de l'air en Algérie
En septembre 1955, sont créées les Bataillons de Garde de l'Air (BGA) ; initialement au nombre de trois, six BGA seront constitués : du Bataillon de Garde de l'Air 01/541 au BGA 06/541.
En 1956, ces Bataillons de Garde de l'Air sont absorbés par les Demi-brigades d'infanterie de l'air (DBIA), qui regrouperont environ dix mille fusiliers de l'air. Au nombre d'une dizaine (DBIA 91/541 à DBIA 96/541), dénommées finalement Demi-brigades de fusiliers de l'air (DBFA) : DBFA 546 (Blida), DBFA 547 (El Biar), DBFA 531 (L'Arba), DBFA 532 (Saint-Denis du Sig) et DBFA 533 (La Chiffa).
Les DBFA sont dissoutes au début de l'année 1957.

### La création des commandos 10.541, 20.541, 30.566, 40.541 et 50.541
Au début de l'année 1956, la France se trouve engagée dans une forme nouvelle de conflit sur le territoire algérien : la guérilla. Conscient des capacités nécessaires pour mener cette nouvelle sorte de guerre et voyant les possibilités que peuvent apporter les hélicoptères dans ces engagements d'un nouveau type, le général de Maricourt, commandant l'Armée de l'air en Algérie, propose un nouveau concept d'action pour les troupes aériennes qu'il résume par la formule : « il est plus facile à un oiseau de marcher qu'à un serpent de voler ». Il s'agit d'armer les hélicoptères qui transportent des hommes capables d'interventions rapides. Ces combattants sont des soldats de l’Armée de l’air, afin d'obtenir un commandement unique et, de fait, faciliter la coordination pour les moyens de dépose et d'appui air-sol comme des effecteurs au sol.
La proposition du général de Maricourt étant décidée après de longues interrogations, l'Armée de l'air crée le 12 mars 1956 une première unité d'infanterie de l'air de type commando. Ainsi, le 15 mai 1956, l'instruction no 6168/EMAA/1, signée du général Jouhaud, major général de l'Armée de l'air, porte la création du commando 10.541 (futur commando parachutiste de l'air n° 10 ou CPA 10) et celle du commando 20.541 (futur commando parachutiste de l'air n° 20 ou CPA 20). Ces unités sont confiées au commandement de François Coulet. Le CPA 10 est commandé par le capitaine Albert-Charles Meyer, entre 1956 et 1958.
La numérotation « 541 » est celle attribuée par l'Armée de l'air aux unités affectées au maintien de l'ordre en Afrique française du Nord (AFN). L'instruction no 6969/EMAA/1 du 25 juillet 1956 porte création du commando 30.541 (futur commando parachutiste de l'air n° 30). En 1957, sont créés le CPA 40 puis le groupement des commandos parachutistes de l'air 00/541 (G.C.P.A. 00/541). Enfin, en 1959, est créé le CPA 50, issu d'un commando expérimental mis sur pied en l'année précédente.
Chaque commando, transporté par hélicoptère pour combattre au sol, est composé d'une centaine d'hommes. Il est articulé en éléments de cinq ou six hommes qui constituent l'équipe. Le groupe de commando est formé, quant à lui, de deux équipes, ce qui correspond au chargement de deux hélicoptères H-19 ou d'un hélicoptère H-34. La section de commando est constituée de quatre équipes : deux équipes de commandement et feu — avec l'officier chef de section à la tête de l'une d'elles — et deux équipes de commandos.
La prospection des volontaires s'effectue parmi le personnel de l'Armée de l'air de toutes spécialités. Le recrutement se fait sur volontariat. La sélection est particulièrement sévère et les limites d'âges sont basses : 25 ans pour les hommes de troupe. Les aptitudes médicale, caractérologique et physiques sont sérieusement contrôlées. La durée minimale de service est portée à quinze mois.
Pour différencier les commandos parachutistes de leurs camarades des autres armes, ils portent un béret bleu marine (qui les distingue également des autres aviateurs, dotés de calots). Ils disposent bientôt d'un insigne spécifique (désigné comme "Sicut Aquila", leur devise).
Au 1er juillet 1957, les commandos de l’air comptent plus de 550 hommes : le 14 juillet de la même année, ils défilent sur les Champs-Élysées.
Les cinq commandos ainsi créés sont actifs durant toutes les opérations en Algérie, avec les indicatifs : « Martel » pour le 10, « Manoir » pour le 20, « Maquis » pour le 30 et « Maxime » pour le 40 (qui porte aussi l'indicatif « Attila », choisi par les hommes).
Le 1er mars 1960, le lieutenant-colonel Maurice Émery remplace le lieutenant-colonel François Coulet, à la tête des commandos parachutistes de l'air.
Au moment du putsch des généraux, le « 40 » rallie les putschistes ; le « 10 » et le « 20 » sont alors en opérations. Le « 30 » et le « 50 » restent à disposition. Néanmoins, l'ensemble des commandos parachutistes de l'air sont dissous à la suite de la tentative de putsch.
Les hommes sont peu à peu rapatriés en métropole et dispersés ; le « 30 » et le « 50 » s'installent à Arzew le 26 mai 1961.

### La compagnie des commandos parachutistes de l'air
Le groupement des commandos parachutistes de l'air est dissous le 31 mai 1961. La compagnie des commandos parachutistes de l’air (la CCPA 50.541) est créée le 1er juin 1961 : elle comporte les hommes des commandos 30 et 50 et opère dans le secteur d'Aïn Sefra, principalement.
C'est le commandant Albert-Charles Meyer qui reçoit le drapeau des commandos parachutistes de l'air des mains de son gardien, le colonel François Coulet.
Le 30 janvier 1962, ce drapeau est à nouveau transmis par son gardien, François Coulet, au capitaine Lovighi qui commande la CCPA 50.541 sur la base aérienne 141 Oran la Sénia.
À la suite des accords d'Évian, le 26 juin 1962, les commandos parachutistes de l'air quittent l'Algérie ; peu après, a lieu le massacre du 5 juillet 1962 dans la ville d’Oran.
La CCPA 50.541 est envoyée à la base aérienne 136 Bremgarten, en Allemagne. Les équipes sont affectées à la protection des bases aériennes françaises d'Allemagne.
Le 21 avril 1965, la CCPA 50.541 est à son tour dissoute.

### L'escadron des fusiliers commandos et d'intervention 02.318
Après la guerre, l'Armée de l'air crée les unités de fusiliers commandos de l'air, pour assurer la protection des bases aériennes et des points sensibles « air ».
L'escadron des fusiliers commandos et d'intervention 02.318 prend le relais[Quand ?] du CCPA 50.541 et est installé sur la base aérienne 726 Nîmes. Le 30 septembre 1969, jour de la Saint Michel, il reçoit à son tour la garde du drapeau des commandos parachutistes de l'air.

### Le groupement des fusiliers commandos de l'air
Le GFCA (groupement des fusiliers commandos de l'air) est créé à Nîmes, le 9 juillet 1976.
Sa doctrine s'affine, l'utilité des commandos parachutistes de l'air ne fait plus de doute, l'Armée de l'air étant fortement engagée en opérations extérieures : le GFCA y participe activement, notamment au Tchad et au Liban, où trois commandos de l'air sont tués.
Le GFCA comprend « l'escadron de protection et d'intervention » (EPI), ainsi que « l'escadron de formation des fusiliers commandos et des maîtres-chiens » (EFFC-MC).

### La création des commandos parachutistes de l'air (CPA)
Le 10 juin 1992, les « forces spéciales » sont créées.
Entre 1994 et 1999, s'organisent le commando parachutiste de l'air n° 10, le commando parachutiste de l'air n° 20 et le commando parachutiste de l'air n° 30 : soit en abrégé, « CPA 10 », « CPA 20 » et « CPA 30 », puis le « CPA 40 ».(Un lien sera créé vers le CPA 40 quand l'article sera fini).

## Les commandos parachutistes de l'air aujourd'hui
Les fusiliers commandos de l'air sont affectés soit en « escadron de protection » (EP, en abrégé), soit dans les unités dites « commando parachutiste de l’air » (CPA, en abrégé).
Les commandos parachutistes de l'air sont organisés selon les principes en vigueur dans l'Armée de l'air. En particulier, les grades se répartissent entre officiers, sous-officiers et militaires du rang engagés.

### Mission générale des fusiliers commandos de l'air
Les EP participent à la protection des points sensibles et des bases de l'air.
Les CPA pratiquent des missions communes, mais également des tâches spécialisées. Ces troupes de grande valeur contribuent aux opérations de l'Armée de l'air et aux opérations spéciales.

### Les unités en activité
Les unités actuellement en activité sont :
- les escadrons de protection rattachés à la brigade aérienne des forces de sécurité et d'intervention ;
- les unités dites « commando parachutiste de l'air » au nombre de trois :
  1. le commando parachutiste de l'air n° 10 (CPA no 10), installé sur la base aérienne 123 Orléans-Bricy (Loiret) ;
  2. le commando parachutiste de l'air n° 20 (CPA no 20), installé sur la base aérienne 115 Orange-Caritat (Vaucluse) depuis le 1er septembre 2016[N 1] ;
  3. l'antenne du commando parachutiste de l'air no 20, installé sur la base aérienne 123 Orléans-Bricy (Loiret) depuis le 1er septembre 2016 ;
  4. le commando parachutiste de l'air n° 30 (CPA no 30), installé sur la base aérienne 123 Orléans-Bricy.

### Les missions communes des CPA
Les missions communes des unités « commandos parachutistes de l’air » sont les suivantes :
- la mesure « Mousquetaire », qui vise à renforcer la protection d'un site de déploiement de forces armées en métropole (exemple : renfort de protection du 60e anniversaire du débarquement de Normandie à Caen en 2004) ;
- la mesure « Rapace », qui vise à mettre en place hors de la métropole une force d'intervention et de protection en vue d'implanter une base aérienne projetée (exemple : opération « Héraclès », création d'un site à Douchanbé au Tadjikistan en 2002) ;
- la mesure « SATER » (pour « sauvetage aéroterrestre »), de sauvetage d'un équipage en difficulté, par un groupe de commandos aérolargués ou aéroportés (exemple : alerte permanente au Tchad dans le cadre de l'opération « BARKHANE ») ;
- la mesure « TACP » (pour « tactical air control party »), qui utilise une équipe de cinq personnes, dont un contrôleur avancé, pour faciliter l'emploi de l'arme aérienne dans le cadre de l'appui feu rapproché (exemple : engagement auprès de l’« ISAF » en Afghanistan) ;
- la mesure « RTPA » (pour « reconnaissance de terrains pour poser d'assaut »), qui mobilise une équipe pour reconnaître un terrain sommaire, en vue de l'atterrissage d'un avion tactique ; cette équipe effectue des mesures de dureté du sol à l'aide d'un pénétromètre à chocs (instruction réalisée par le 25e régiment du génie de l'air, référent dans le domaine), balise le terrain tout en le sécurisant, et guide l'avion dans son approche finale. ;
- la mesure « RESAL » (pour « recherche et sauvetage aérolargué »), est une mission de récupération d'un équipage qui serait éjecté en zone montagneuse, où l'emploi de l'hélicoptère comme moyen de mise à terre n'est pas possible du fait de l'altitude, du relief ou de la végétation ; l'équipe est larguée à haute altitude depuis un avion tactique et se pose à proximité de l'équipage ; cette mission nécessite la présence de personnel capable de soigner l'équipage en cas de blessures.

### Les missions spécifiques des CPA
Les missions spécifiques des CPA sont les suivantes :
- la mesure « RESCo » (pour « recherche et sauvetage au combat ») ; en cas d'éjection de pilotes en territoire hostile, un groupe de récupération au sol est envoyé par hélicoptère[N 2] afin de récupérer l'équipage ; il s'agit d'une opération aérienne combinée de grande envergure qui peut mobiliser plusieurs dizaines d'aéronefs, afin de sécuriser l'espace aérien par des avions de défense aérienne et de sécuriser le secteur proche du lieu d'éjection par des avions d'appui ; la présence d’avions radars AWACS et d'avions ravitailleurs Boeing C135 FR est aussi nécessaire ; cette mission implique de disposer de personnel capable de soigner l'équipage si nécessaire ; actuellement, le CPA no 30 est pôle d'excellence « RESCo », il est responsable de la formation et de l'entraînement des équipes dans ce domaine ; le CPA no 20 détient également cette capacité ;
- les mesures « MASA » (pour « mesures actives de sûreté aérienne ») ; à bord d’hélicoptères[N 3] où sont embarqués des tireurs de précision, une équipe a pour objectif d'intercepter un éventuel aéronef à basse vitesse (avion d'aéroclub, U.L.M., hélicoptère, etc.) que sa trajectoire conduirait dans un secteur interdit de vol, de l'arraisonner sur ordre de la Haute autorité de la défense aérienne[Qui ?], éventuellement de le détruire sur ordre du gouvernement ; ainsi, les équipes « MASA » participent à la sécurité lors de sommets des chefs d'État, de sommets internationaux de ministres ou de grandes manifestations publiques telles que la Coupe du monde de football en 1998, les défilés parisiens du 14 juillet ou la visite de personnalités religieuses induisant de grands rassemblements, comme le pape ; le CPA no 20 est pôle d'excellence « MASA », il est responsable de la formation et de l'entraînement des équipes ; le CPA no 30 détient également cette capacité ;
- la spécificité du CPA no 10 ; le CPA no 10 est une unité d'intervention principalement mise au service du Commandement des opérations spéciales (COS) ; il détient des capacités importantes dans les domaines du renseignement et des opérations d'assaut de type commando ; ses missions ont pour principal objectif de faciliter l'engagement des moyens aériens dans la profondeur (loin derrière les lignes ennemies) ; il est spécialisé dans la reconnaissance (désignation) d'objectifs et dans le guidage laser des munitions, ainsi que dans la reconnaissance, dans la saisie et dans la remise en œuvre d'infrastructures aéroportuaires.

## Traditions des commandos de l'air

### Insigne de béret
Le projet de l'insigne du béret bleu-marine des commandos de l'air a été conçu au sein du commando 20, par Joseph Manent. Il est adopté par le Gal de Maricourt qui homologue le projet no A 688 le 6 octobre 1956. 
Il présente : un cercle, une aile, une étoile et un glaive, ce qui correspond à la formule : "L'aile te porte, l'étoile te guide, le glaive te défend, et la couronne t'attend".
Si l'aile et l'étoile entrent dans la composition des brevets du personnel navigant de l’Armée de l’air, le glaive (ou dague) est spécifique aux actions de commandos ; le tout est broché sur le cercle. Un rectificatif est ensuite apporté à sa couleur initiale : pour éviter que la teinte ne s’oppose à celle des éperviers des pattes d’épaule et à celle des boutons d'uniforme, l’insigne est doré. Il en existe plusieurs variantes.

### Insigne de poitrine

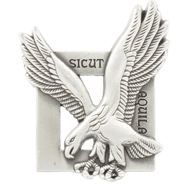
Insigne des commandos de l'air.

Le commandant Coulet est directement à l’origine de cet insigne. Il s’inspire de celui du brevet des parachutistes polonais qu'il a côtoyés lors de son stage d'octobre 1942. François Coulet est d'ailleurs titulaire du brevet no 1681 du stage 45 encadré par la 2e brigade parachutiste polonaise du général Sosabowski à Largo, en Écosse pendant la Seconde Guerre mondiale.
L'homologation date du 25 octobre 1956 (projet no A 690). Cet insigne en métal argenté et ajouré est fabriqué par Drago. Il présente un aigle fondant sur sa proie — ce qui correspond à la nature et aux missions des unités aéroportées de l’Armée de l’air — broché sur un carré portant la devise SICUT AQUILA (« Tel l’aigle »). Cet insigne de poitrine est argenté. Il en existe des déclinaisons en tissu, pour les tenues de combat. 

### Insignes d'unités
Les unités des commandos de l'air, escadrons de protection ou CPA, disposent chacune d'un insigne spécifique. L'aigle de l'insigne de poitrine est souvent un dénominateur commun de ces insignes. Ces derniers sont généralement produits sous forme d'insignes en tissu, destinés aux tenues de combat.
Pour les escadrons de protection (EP), l'insigne mentionne la désignation de l'unité et rappelle la base aérienne concernée.
L'école de formation des commandos de l'air dispose d'un insigne.

### Patronage
Saint Michel, saint patron des parachutistes, protége les commandos de l'air. La fête de la Saint-Michel, le 29 septembre de chaque année, est l'occasion d'une fête traditionnelle, ainsi que de mémoire des commandos de l'air.